# Peggy Leads the Way
Peggy Leads the Way er en amerikansk stumfilm fra 1917 af Lloyd Ingraham.

## Medvirkende
- Mary Miles Minter som Peggy Manners
- Andrew Arbuckle som H.E. Manners
- Carl Stockdale som Roland Gardiner
- Allan Forrest som Clyde Gardiner
- Emma Kluge som Mrs. Greenwood